# Francis William Topham

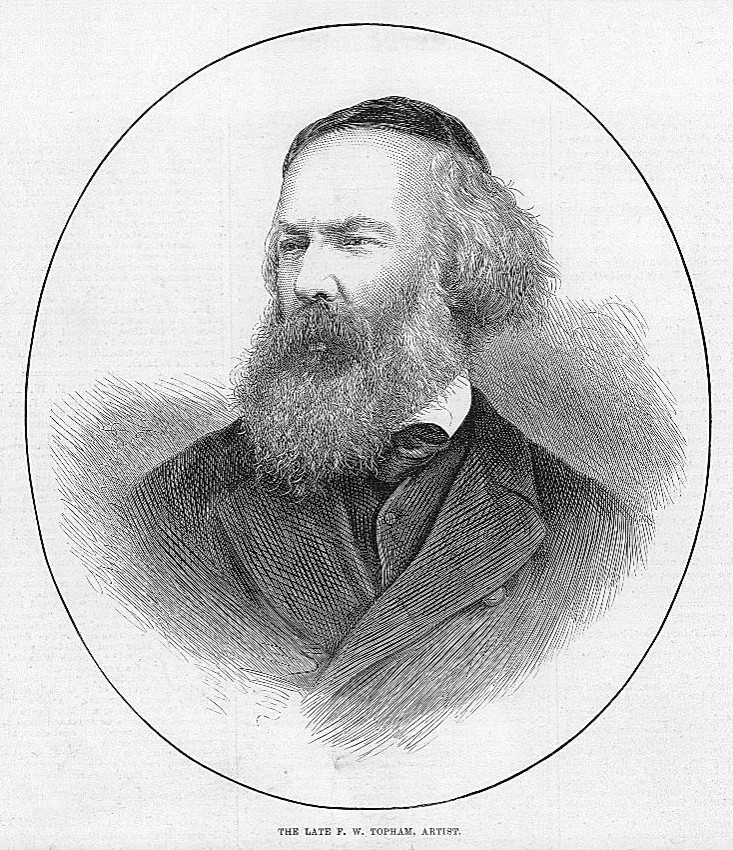
Francis William Topham

Francis William Topham, född 15 april 1808 i Leeds, död i mars 1877 i Córdoba, var en engelsk akvarellist och gravör.

## Biografi

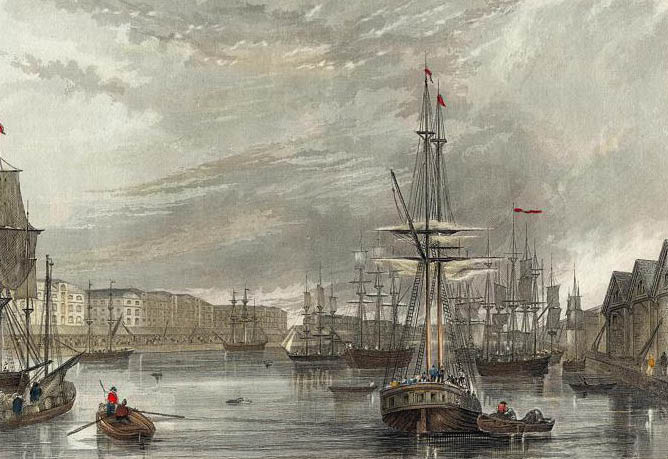
West India Dock (Import), gravyr från 1837 av Topham, efter en bild av R. Garland.

Som ung bodde Topham med en farbror som var gravör. Omkring 1830 kom han till London och fick först anställning med att gravera vapensköldar. Han trädde sedan i tjänst hos gravörerna och förläggarna Fenner & Sears. Senare arbetade han för James Sprent Virtue, där han graverade landskap efter William Henry Bartlett och Thomas Allom.
Medan han arbetade hos Fenner & Sears träffade Topham  gravören Henry Beckwith och gifte sig 1832 med hans syster Mary Anne Beckwith. De fick tio barn, varav sonen Frank William Warwick Topham (1838–1924) blev känd som målare.
Topham besökte Irland första gången åren 1844–1845, tillsammans med Frederick Goodall och Alfred Downing Fripp. Hans karriär som akvarellmålare verkar ha börjat utifrån övningar vid mötena i Artists' Society på Clipstone Street. Kring 1850 ingick han i Charles Dickenss teatersällskap "The splendid strollers" i föreställningarna The Rent Day av Douglas Jerrold och i Bulwer Lyttons Not so bad as we seem. Mot slutet av 1852 resta han i några månader till Spanien.
Vintern 1876 reste Topham åter till Spanien, och dog 1877 i staden Córdoba i Andalusien, och begravdes där på den protestantiska kyrkogården.

## Verk
Tophams tidigaste utställda verk var The Rustic's Meal, som presenterade på Royal Academy 1832 och följdes 1838, 1840 och 1841 av tre målningar i olja. År 1842 valdes han in i New Society of Painters in Watercolours, och blev där ordinarie medlem 1843. Han avgick dock 1847 och valdes 1848 till medlem av "gamla" Society of Painters in Watercolours. Hans tidigare verk bestod främst av motiv från det irländska bondelivet och studier från Wales. Motivkretsen vidgades 1850 med scener ur Dickens Barnaby Rudge.

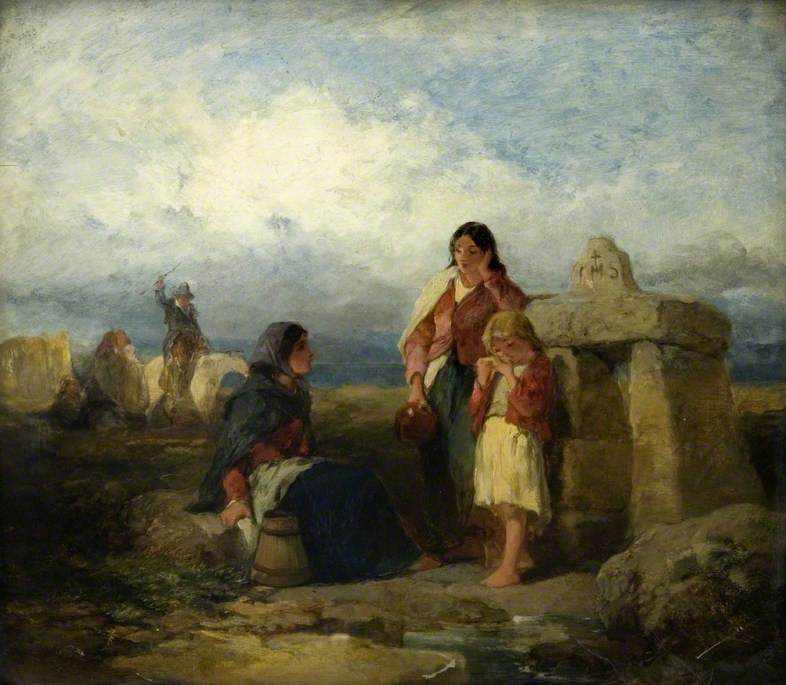
At the Holy Well, målad 1877 eller tidigare.

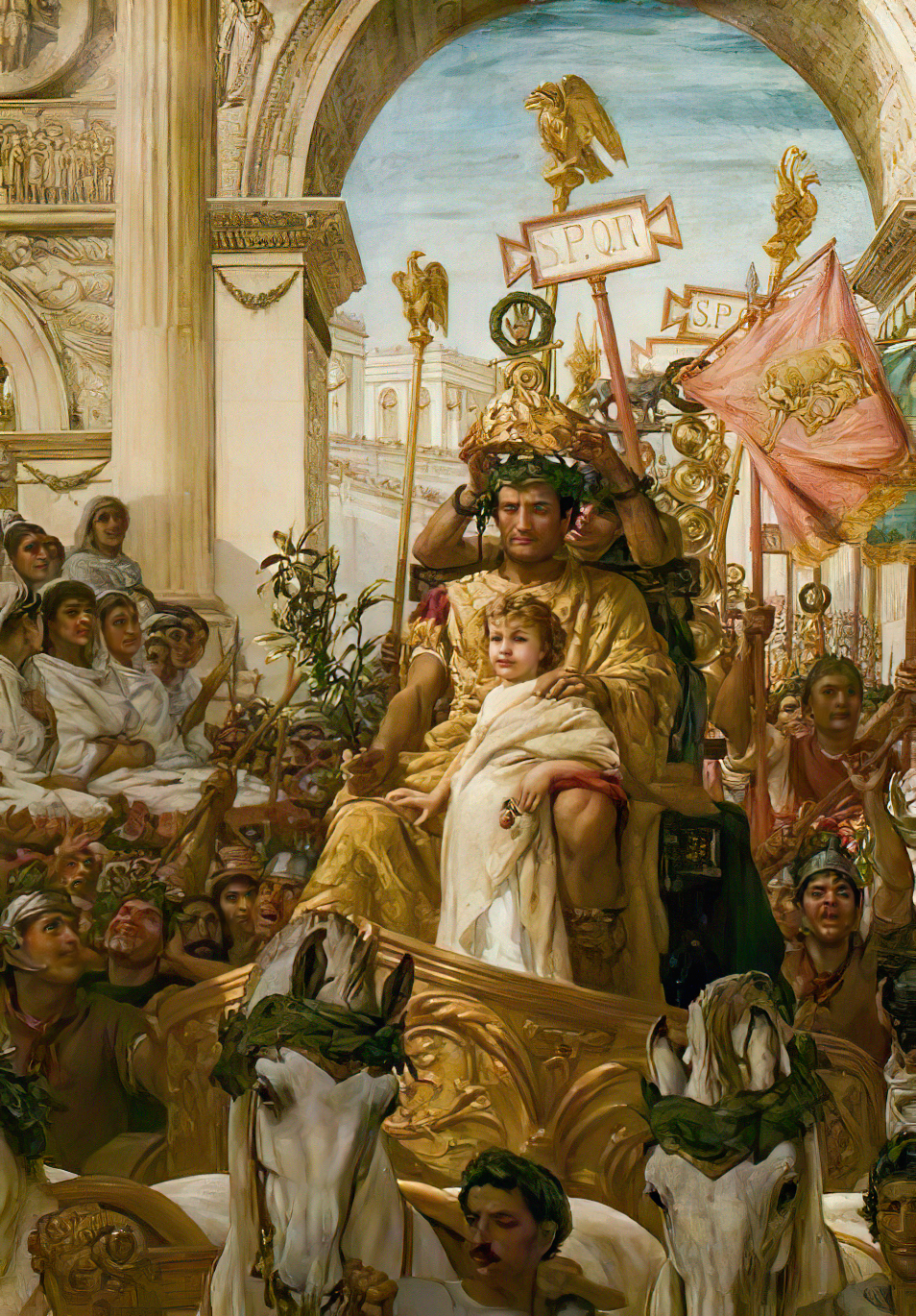
Triumph with child in the triumphator's chariot, 1838.
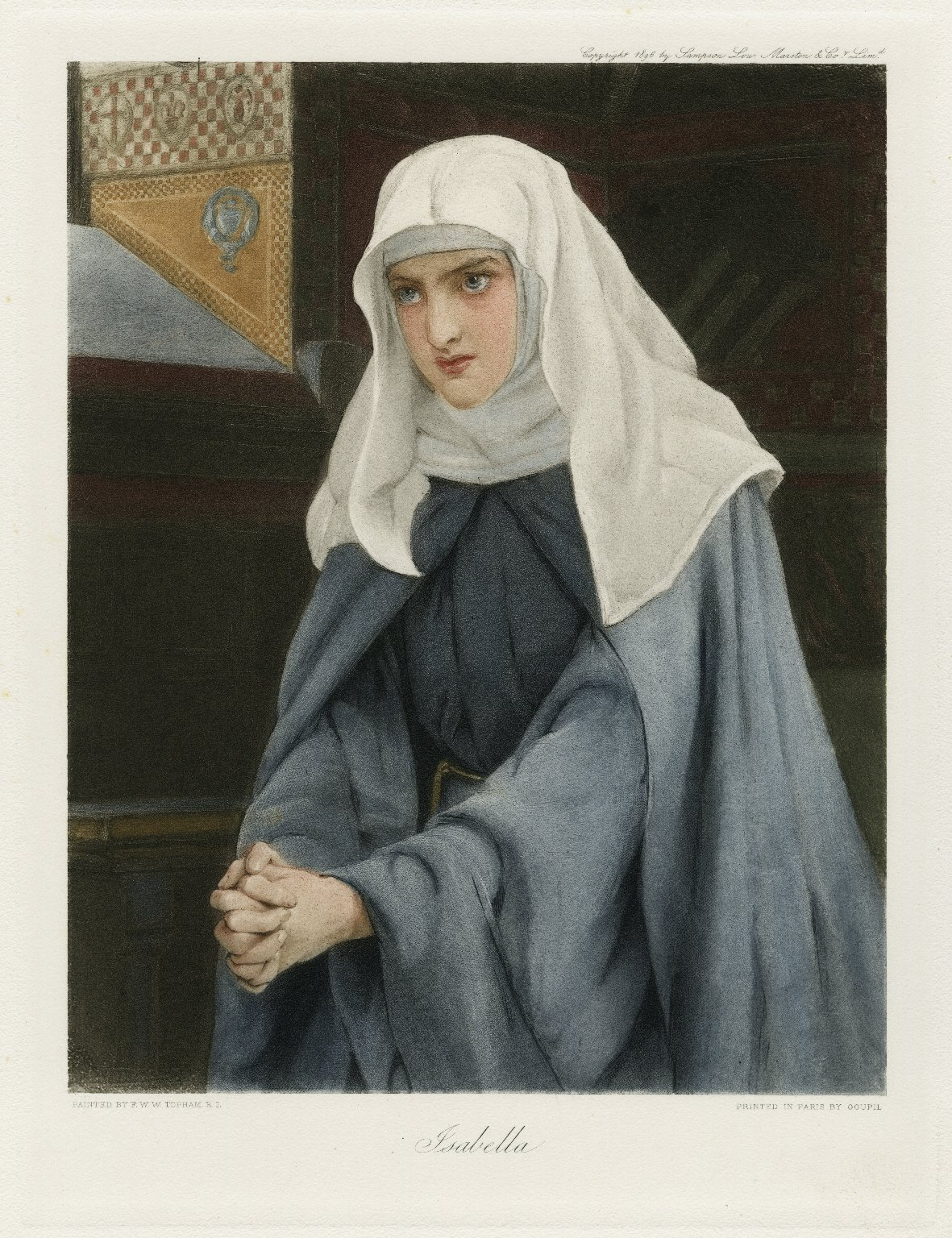
"Isabella", ur The Graphic Gallery of Shakespeare's Heroines, 1896.

Topham gjorde också skisser för Fisher, Son & Co.s utgåva av Sir Walter Scotts Waverley Novels, av vilka han graverade några. Han gjorde även teckningar för träsnitt som ingick i Pictures and Poems (1846), Mrs. S. C. Halls Midsummer Eve (1848), Robert Burnss Poems, Thomas Moores Melodies and Poems, Dickens A Child's' History of England, och flera andra verk.
Hans tidigaste spanska motiv dök upp 1854, när han ställde ut Fortune Telling — Andalusia och Spanish Gypsies. Dessa målningar följdes av många liknande motiv. Hösten 1860 reste han återigen till Irland och ställde 1861 ut The Angel's Whisper och Irish Peasants at the Holy Well. År 1864 började han ställa ut italienska motiv.